# TATV
TATV (Tout Acheter Tout Vendre), précédemment nommée Télé-Annonces, est une chaîne de télévision québécoise et un site web appartenant à Astral Media diffusant 24 heures sur 24 des petites annonces illustrées provenant des particuliers et des commerçants. Créée en 1986 et active jusqu'en 2008, elle était offerte exclusivement au Québec par les câblodistributeurs Vidéotron et Cogeco.
TATV était un service de publicité de petites annonces, offrant aux particuliers et aux entreprises les moyens de vendre des biens et services via la télévision et Internet. TATV était principalement un service régionalisé, couvrant 16 régions différentes au Québec, chacune desservie par un canal TATV local. Les régions étaient :
- Ouest de Montréal
- Est de Montréal
- Laval
- Rive-Sud de Montréal
- Montérégie
- Rive-Nord de Montréal
- Laurentides
- Lanaudière
- Sherbrooke
- Québec
- Saguenay–Lac-Saint-Jean
- Granby
- Mauricie
- Drummond/Yamaska
- Gaspésie
- Outaouais
- Beauce
- Victoriaville
- Thetford Mines
- Rivière-du-Loup[1]

TATV était classée comme service de télé-achat par le Conseil de la radiodiffusion et des télécommunications canadiennes (CRTC) et n'avait donc pas besoin d'une licence d'exploitation du CRTC comme les  autres chaînes spécialisées.

## Histoire
En 1986, Vidéotron a lancé Les Annonces Illustrées de Vidéotron, une chaîne de télévision spécialisée en petites annonces illustrées s'adressant aux particuliers.
En 1987, une chaîne de télévision spécialisée en petites annonces immobilières est lancée sous le nom de Immeubles Télé-Vidéo, puis renommée Télé-Immeubles. En août 1996, la chaîne Télé-Immeubles est ajoutée à la chaîne Les Annonces Illustrées de Vidéotron. À la suite de la combinaison de Télé-Immeubles et de Les Annonces Illustrées de Vidéotron sur une seule chaîne de télévision, la chaîne a changé de nom pour Télé-Classée.

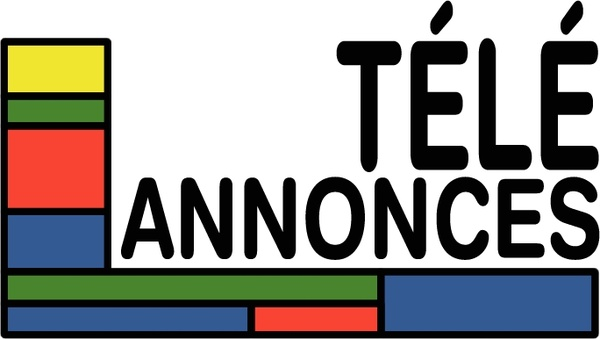
Logo de Télé-Annonces de 1997 à 2003

Logo de Télé-Annonces de 2003 à 2006

En 1997, Télé-Classée a changé de nom pour Télé-Annonces.
En novembre 1998, la chaîne Télé-Annonces, propriété de Vidéotron, est devenue la propriété de Radiomutuel. En janvier 2000, Radiomutuel est acheté par Astral Media.  
En réponse à la popularité croissante des services de petites annonces en ligne, Télé-Annonces a changé de nom pour TATV le 6 juin 2006, se repositionnant principalement comme un service en ligne, soutenu par une chaîne de télévision.
Le 19 août 2008, à cause de la grande compétition des sites d'annonces gratuites sur Internet, Astral Media annonçait la fermeture immédiate de TATV.